# Lista platform startowych Przylądka Canaveral oraz wyspy Merritt
Przylądek Canaveral i przylegająca do niego wyspa Merritt Island na wybrzeżu Oceanu Atlantyckiego na Florydzie są miejscem najbardziej aktywnego poligonu rakietowego i stanowisk startowych w Stanach Zjednoczonych. Przylądek Canaveral jest miejscem dwóch kompleksów startowych: wojskowego Cape Canaveral Space Force Station i cywilnego Centrum Kosmicznego Johna F. Kennedy’ego.

## Centrum Kosmiczne im. Johna F. Kennedy'ego
Na obszarze Centrum Kosmicznego Johna F. Kennedy’ego, obsługiwanego przez NASA są dwa kompleksy startowe na wyspie Merritt, składające się z czterech stanowisk startowych - dwóch aktywnych, jednego dzierżawionego i jednego nieaktywnego. W latach 1967–1975 odbyło się tu 13 startów rakiet Saturn V, trzy załogowe loty Skylab i Apollo-Soyuz, wszystkie loty wahadłowców kosmicznych w latach 1981-2011 oraz jeden lot Ares I-X w 2009 roku. Od 2017 roku SpaceX wykorzystuje platformę LC-39A do wystrzeliwania swoich rakiet nośnych.
| Nazwa      | Status                                            | Obsługiwane rakiety |
| ---------- | ------------------------------------------------- | --- |
| KSC LC-39A | Aktywna Używana była przez NASA, Leasing z SpaceX | Aktualnie: Falcon 9 Block 5, Falcon Heavy Dawniej: Saturn V, STS                                                       |
| KSC LC-39B | Aktywna Używana przez NASA                        | Aktualnie: Space Launch System Dawniej: Saturn V (tylko dla Apollo 10), Saturn IB (Skylab i Sojuz-Apollo), STS, Ares I |
| KSC LC-48  | Nieużywana Używana przez NASA                     | |

## Cape Canaveral Space Force Station
Cape Canaveral Space Force Station, obsługiwana przez Space Launch Delta 45 Sił Kosmicznych Stanów Zjednoczonych, była miejscem wszystkich załogowych lotów amerykańskich statków kosmicznych przed Apollo 8.
Aktywne platformy
| Nazwa                     | Status  | Obsługiwane rakiety                                                                                         |
| ------------------------- | ------- | --- |
| CC LC-13 (Landing Zone 1) | Aktywna | Aktualnie: Lądowisko dla 1. członów rakiet Falcon 9 Block 5 oraz Falcon Heavy. Dawniej: Atlas, Atlas Agena. |
| CC SLC-37B                | Aktywna | Aktualnie : Delta IV Heavy Dawniej: Saturn I, Saturn IB, Delta IV                                           |
| CC SLC-40                 | Aktywna | Aktualnie: Falcon 9 Dawniej: Titan III, Titan IV                                                            |
| CC SLC-41                 | Aktywna | Aktualnie: Atlas V Dawniej: Titan III, Titan IV                                                             |
| CC SLC-46                 | Aktywna | Aktualnie: Minotaur IV Dawniej: Athena, Trident II                                                          |

Nieaktywne platformy
| Nazwa     | Status                        | Obsługiwane rakiety                                                        |
| --------- | ----------------------------- | -------------------------------------------------------------------------- |
| CC LC-1   | Nieaktywna                    | Dawniej: Snark, Matador, Aerostat                                          |
| CC LC-2   | Nieaktywna                    | Dawniej: Snark, Matador, Aerostat                                          |
| CC LC-3   | Nieaktywna                    | Dawniej: Bumper-WAC, BOMARC, Polaris, X-17                                 |
| CC LC-4   | Nieaktywna                    | Dawniej: BOMARC, Redstone, Matador, Jason, Draco                           |
| CC LC-4A  | Nieaktywna                    | Dawniej: BOMARC                                                            |
| CC LC-5   | Nieaktywna                    | Dawniej: Jupiter, Redstone, Mercury/Redstone                               |
| CC LC-6   | Nieaktywna                    | Dawniej: Redstone, Jupiter                                                 |
| CC LC-9   | Nieaktywna                    | Dawniej: Navaho                                                            |
| CC LC-10  | Nieaktywna                    | Dawniej: Jason, Draco, Nike Tomahawk                                       |
| CC LC-11  | Niekatywna (plan. wznowienie) | Dawniej: Atlas                                                             |
| CC LC-12  | Nieaktywna                    | Dawniej: Atlas, Atlas Agena                                                |
| CC LC-14  | Nieaktywna                    | Dawniej: Atlas, Mercury/Atlas D, Atlas Agena                               |
| CC LC-15  | Nieaktywna                    | Dawniej: Titan-I, Titan-II                                                 |
| CC LC-16  | Nieaktywna                    | Dawniej: Titan I, Titan-II, Pershing-1A                                    |
| CC LC-17A | Zniszczona                    | Dawniej: Thor, Delta II                                                    |
| CC LC-17B | Zniszczona                    | Dawniej: Delta II, Delta III, Thor                                         |
| CC LC-18  | Nieaktywna                    | Dawniej: Viking, Vanguard, Thor, Blue Scott Junior, Blue Scott             |
| CC LC-19  | Nieaktywna                    | Dawniej: Titan-I, Gemini/Titan-II                                          |
| CC LC-20  | Nieaktywna                    | Dawniej: Titan I, Titan III, Starbird, Prospector, Aries, LCLV, Super Loki |
| CC LC-21  | Nieaktywna                    | Dawniej: Goose, Mace                                                       |
| CC LC-22  | Nieaktywna                    | Dawniej: Goose, Mace                                                       |
| CC LC-25  | Nieaktywna                    | Dawniej: Polaris, X-17, Poseidon, Trident-I                                |
| CC LC-26  | Nieaktywna                    | Dawniej: Jupiter, Redstone                                                 |
| CC LC-29  | Nieaktywna                    | Dawniej: Polaris                                                           |
| CC LC-30A | Nieaktywna                    | Dawniej: Pershing 1                                                        |
| CC LC-31  | Nieaktywna                    | Dawniej: Minuteman, Pershing-1A                                            |
| CC LC-32  | Nieaktywna                    | Dawniej: Minuteman                                                         |
| CC LC-34  | Nieaktywna                    | Dawniej: Saturn I, Saturn IB                                               |
| CC LC-37A | Zniszczona                    | Dawniej: Saturn I, Saturn IB                                               |
| CC LC-43  | Zniszczona                    | Dawniej: Super Loki                                                        |